# Junior Murvin
Junior Murvin, född som Murvin Junior Smith ca. 1946 (exakt födelsedatum ej fastställt) i Saint James, Jamaica, död 2 december 2013 i Port Antonio, Jamaica, var en jamaicansk reggaesångare. 
Murvin började sin musikerbana under 1960-talet och fick en mindre hit i Jamaica 1972 med låten "'Solomon". Hans stora genombrott dröjde fram till 1976 då han spelade in albumet Police and Thieves, producerat av Lee "Scratch" Perry och släppt 1977. Titelspåret blev en stor jamaicansk hit. The Clash spelade in en cover av den till sitt självbetitlade debutalbum 1977. Den nådde #23 på brittiska singellistan UK Singles Chart 1980. Han fortsatte släppa singlar och ett och annat album fram till 1990-talet, men nådde aldrig samma framgång igen. Murvin sjöng ofta med falsettröst.

## Diskografi (urval)
Studioalbum
- 1977 – Police & Thieves [3]
- 1982 – Bad Man Posse
- 1984 – Muggers in the Street
- 1986 – Apartheid
- 1990 – Signs & Wonders
- 2006 – Inna de Yard

Singlar
- 1969 – "Hustler" / "Magic Touch"
- 1976 – "Police and Thief / Grumbling Dub"
- 1976 – "Bad Weed" / "Closer Together" (som "Junior Mervin")
- 1977 – "Cross Over"
- 1977 – "Philistines on the Land" / "Bingo Kid"
- 1978 – "Tedious" / "Tedious Dub"
- 1979 – "Cool Out Son" / "Cooling Out" (Joe Gibbs & the Proffesionals / Junior Mervin)
- 1986 – "Apartheid" / "Jack Slick"
- 1987 – "Police and Thief" / "These Eyes" (Junior Murvin / Brent Dowe)
- 1998 – "Wise Man"
- 2012 – "Make It & Set It"

Samlingsalbum
- 1997 – Arkology